# نادي أوليكساندريا
نادي أوليكساندريا لكرة القدم (بالأوكرانية: ФК Олександрія) هو نادي كرة قدم أوكراني من مدينة أوليكساندريا، تأسس سنة 1948. يلعب حالياً في الدوري الأوكراني الممتاز.